# Pedro Azabache Bustamante
Pedro Azabache Bustamante (Moche, Perú, 31 de enero de 1918 - Moche 27 de febrero de 2012), fue un pintor peruano, discípulo de Julia Codesido y de José Sabogal y es uno de los pocos continuadores directos del indigenismo. Estudió en la Escuela Nacional de Bellas Artes de Lima a donde ingresó en el año 1937. En junio de 1944 presentó su primera muestra individual en las exclusivas salas de la institución cultural "Insula", por invitación del poeta José Gálvez Barrenechea. En 1962, fundó la Escuela de Bellas Artes Macedonio de la Torre en la ciudad de Trujillo, de la cual fue su primer director. Azabache Bustamante es uno de los integrantes del Grupo Norte que surgiera en la ciudad de Trujillo en la primera mitad del siglo XX.

## Obra
El pintor indigenista y costumbrista, en sus lienzos plasmó las bellas estampas de Moche, la de sus santos predilectos, como el Patrón de los Agricultores, San Isidro Labrador, el retrato de su madre y muchos más que han recorrido el mundo. Su valiosa obra artística, es admirada en el país y en el extranjero por plasmar los paisajes y los rostros del Perú profundo de la costa y la sierra.